# El Piñón
El Piñón è un comune della Colombia facente parte del dipartimento di Magdalena.
Fu fondato ufficialmente nel 1760 da Francisco Sayas, Ignacio Crespo, Vicente De la Hoz e altri. Il comune venne istituito 20 aprile 1915. La sua economia è basata sull'agricoltura e l'allevamento.
Le principali attrazioni turistiche sono la Chiesa di San Pietro Martire e il Monumento dell'Ave Maria. Le feste più importanti sono il Carnevale, il giorno di San Pietro da Verona in aprile, El Milagroso in settembre, lo Unedited Song Festival e il Decimates Festival.

## Quartieri
- Campoalegre
- Cantagallar
- Carreto
- Playón de Orozco
- Sabanas
- San Basilio
- Tío Gollo
- Veranillo
- Vásquez